# Die Sendung mit der Maus

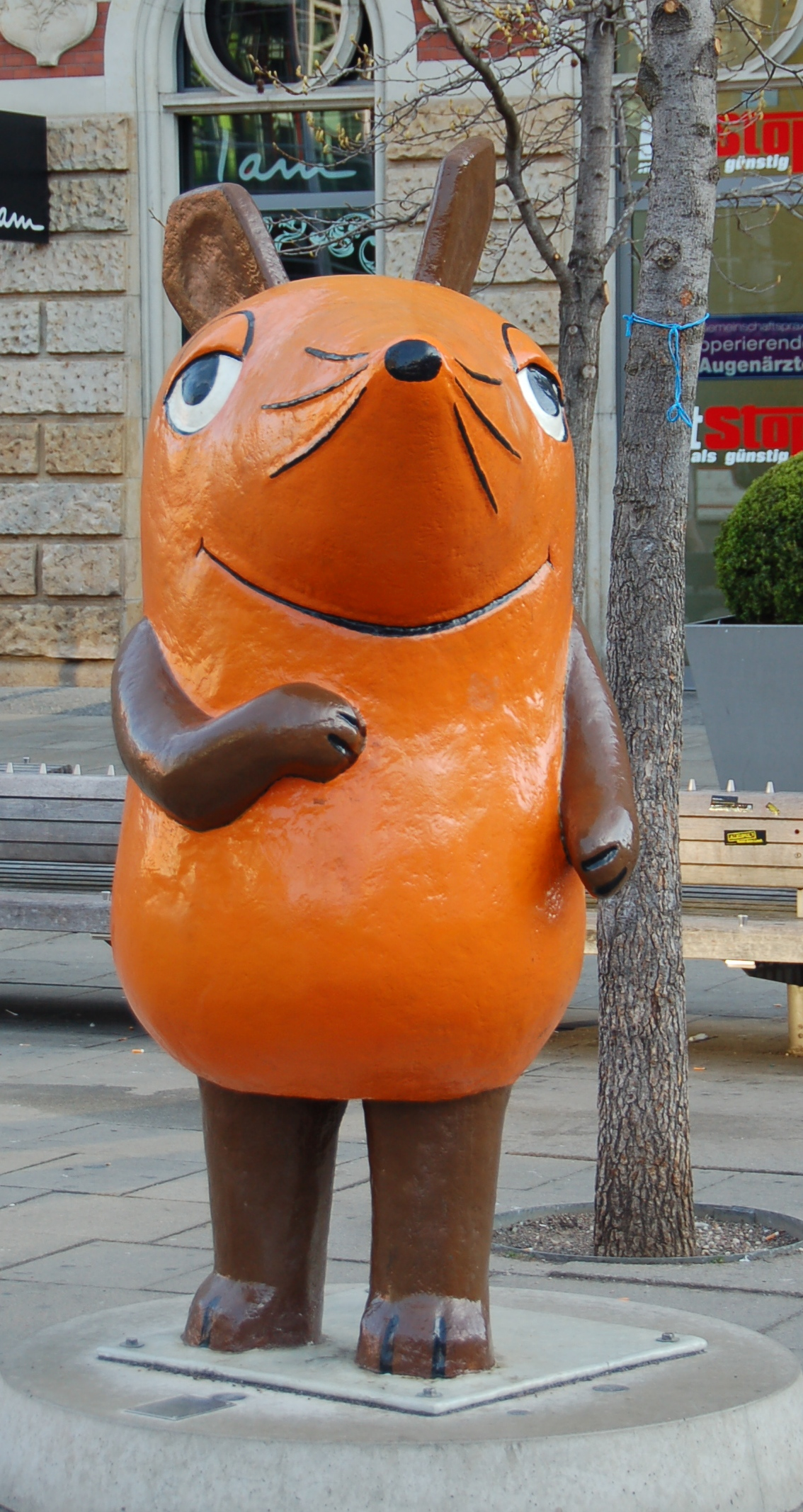
La souris.

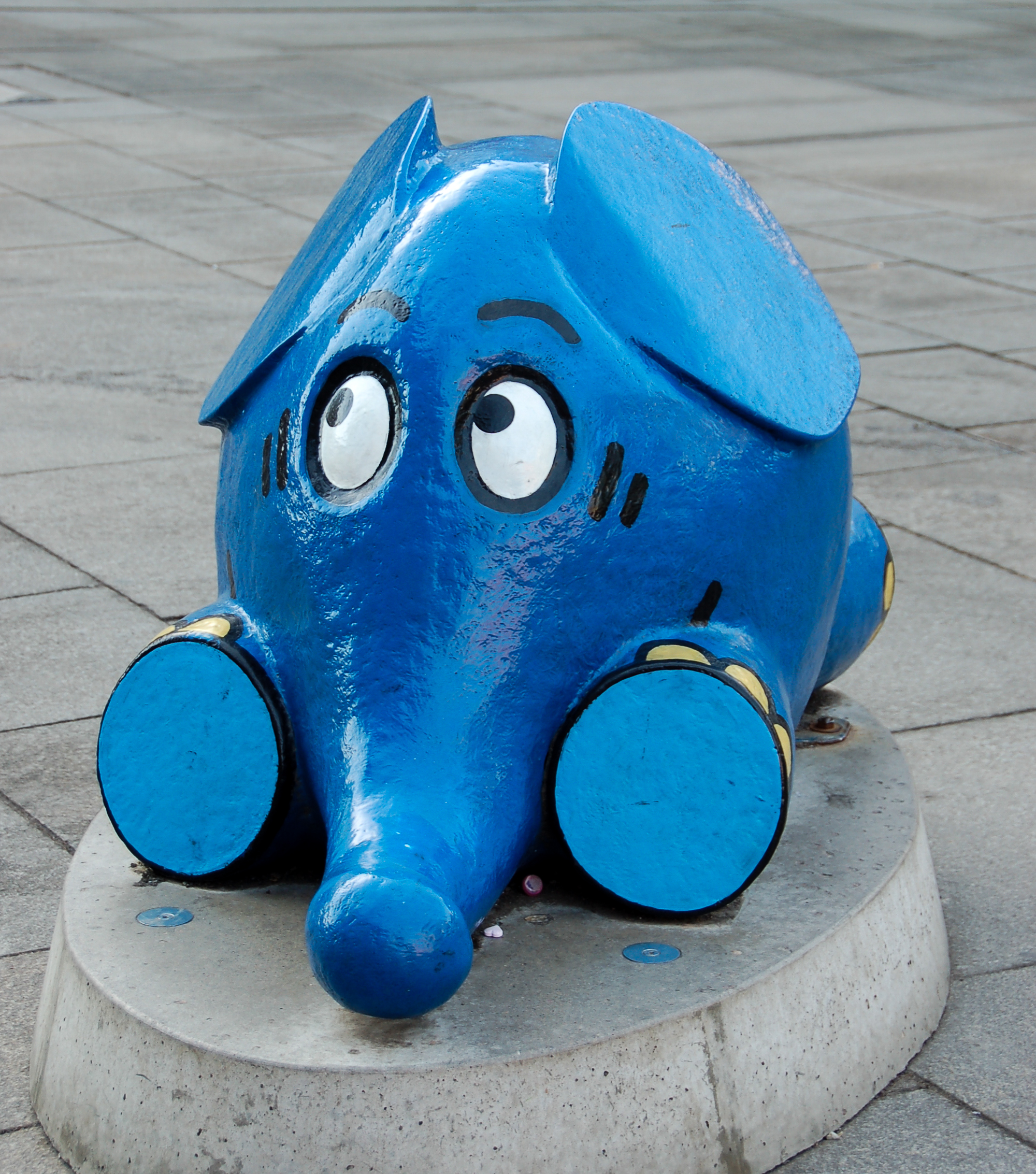
L'éléphant.

 (mars 2021).
Si vous disposez d'ouvrages ou d'articles de référence ou si vous connaissez des sites web de qualité traitant du thème abordé ici, merci de compléter l'article en donnant les références utiles à sa vérifiabilité et en les liant à la section « Notes et références ».
Die Sendung mit der Maus (litt. « L'émission avec la souris ») est une émission allemande éducative pour enfants, créée en 1971. Elle est de nos jours produite par quatre chaînes de la télévision allemande publique, la Westdeutscher Rundfunk, la Rundfunk Berlin-Brandenburg, la Saarländischer Rundfunk et la Südwestrundfunk. L'émission est sur les ondes de l'ARD et du KI.KA tous les dimanches matin.

## Contenu
Chaque émission dure généralement trente minutes et commence avec une courte présentation de son contenu en allemand puis sa reprise dans une langue étrangère.
L'émission inclut des documentaires qui répondent souvent à des questions posées par des enfants : « Pourquoi le ciel est-il bleu ? », « Comment se crée un arc-en-ciel ? » ou « Comment fonctionne une télévision ? ». Un des trois animateurs essaie de résoudre le problème en posant des questions aux experts, en tentant des expériences et en visualisant les explications.
Entre les documentaires et les autres contenus, de petits vidéoclips sous forme de dessins animés mettent en scène une grande souris orange, un petit éléphant bleu et un canard jaune qui vivent des aventures.
Dans les émissions, il peut également y avoir des chansons d'enfants, des poèmes et des histoires diverses et variées.
À la fin de l'émission, une petite vidéo, Käpt'n Blaubär, présente un ours bleu vivant sur un bateau qui raconte des contes de fées ou histoires comiques à ses neveux qui ne veulent jamais les croire. Cette vignette est parfois remplacée par d'autres mini-séries similaires.

## Popularité
Depuis quarante ans, l'émission n'a rien perdu de sa popularité. Beaucoup de parents et d'enseignants la conseillent aux jeunes enfants entre trois et six ans. Toutefois, l'âge moyen des spectateurs est de 40 ans car beaucoup de parents regardent les émissions avec leurs enfants et apprennent ainsi encore régulièrement de nouvelles choses. Certains sujets complexes, comme la construction d'un avion ou le recyclage, sont traités sur plusieurs émissions.
De nombreux produits dérivés ont été créés, comme des livres, des peluches ou des statuettes. Une exposition sur l'émission se promena de musée en musée en Allemagne. Une émission de cuisine destinée aux jeunes enfants a été réalisée pendant plusieurs années.
La musique de l'émission, créée par Hans Posegga, fut reprise par le musicien et humoriste allemand Stefan Raab. La chanson-titre, reprise en version hip-hop, devint un succès majeur en 1996 (400 000 exemplaires), rendant le jeune musicien et humoriste nationalement populaire. Un album fut produit par la suite sur lequel d'autres musiciens allemands réputés apparaissent.
L'émission a obtenu de nombreux prix comme le Bambi d’or en 1973, le prix Adolf Grimme en 1988 ou le prix de la Caméra d'or en 1997. Les animateurs Armin Maiwald et Christoph Biemann ont reçu l'Ordre du Mérite de la République fédérale d'Allemagne en 1995. L'émission se présenta également à l'édition du festival Rheinkultur en 1994.
En 1999, un film (accompagné d'un livre) sur l'une des vedettes de l'émission, Käpt'n Blaubär, fut réalisé par Walter Moers.

## La souris souriante
Depuis le 6 octobre 2005, la chaîne de télévision franco-allemande Arte produit une version francophone de l'émission au nom de La souris souriante qui devient également de plus en plus populaire.